# Hans Otten
Hans Roza Eugeen Otten (Kasterlee, 11 februari 1971) is een Belgische presentator en tv- en radiomaker.

## Biografie
Otten deed zijn kandidaturen politieke en sociale wetenschappen aan de K.U. Brussel. Daarna studeerde hij communicatiewetenschappen aan de Katholieke Universiteit Leuven.
Zijn carrière als presentator begon hij bij TV1 (VRT), waar hij het hitparadeprogramma TV1-Top 30 presenteerde. Kort daarna combineerde hij zijn studies en televisiewerk met radiowerk voor Studio Brussel, waarvoor hij een aantal jongerenprogramma's presenteerde. Eind 1998 begon hij met de presentatie van radioprogramma Commissaris O.. Het satirische zaterdagmiddagprogramma won verschillende prijzen, waaronder in 1999 de Prijs van de Radiokritiek. Dankzij het programma werd Otten in 2000 uitgeroepen tot "Bekwaamste radiofiguur" in de Humo's Pop Poll. Commissaris O. werd uitgezonden tot 2003 en maakte op 1 januari 2012 een korte comeback.
In 1994 maakte Otten op televisievlak de overstap van TV1 naar VTM. Daar werd hij presentator van het loterijprogramma Telekwinto. Later presenteerde hij ook onder meer Alles of niets, Sterrenconnectie en Vakantiekriebels. Ottens voorlaatste wapenfeit voor VTM was in 2001 Hans en de Griet. Tot slot maakte hij voor de zender de late-night-talkshow Otten. Omdat de nieuwe programmadirecteur Jan Verheyen een andere koers wilde varen, verlangde hij van Otten om luchtige spelprogramma's te presenteren. Hierop verliet Otten VTM.
Meteen contacteerde SBS Belgium Otten om voor hun zenders te komen werken: VT4 en later ook VIJFtv. Otten tekende een exclusiviteitscontract met VT4 en presenteerde samen met Hanne Troonbeeckx het programma The Block. Het programma is nog steeds een van de best bekeken programma's van de zender. Verder volgden onder andere Succes in 100 dagen, een programma waarin zes jonge duo's 100 dagen de tijd kregen om een eigen zaak op te starten. Later ging Otten de datingtoer op: samen met Tanja Jess presenteerde hij eenmalig Temptation Island, naar eigen zeggen omdat hij het programma te fascinerend vond om te weigeren.
In 2004 nam hij deel aan het tweede seizoen van De Slimste Mens ter Wereld. Na twee rondes moest hij de quiz verlaten.
In 2006 kreeg hij een studioprogramma bij de VT4, Let's dance, dat hij samen met Cara Van der Auwera presenteerde. Begin 2007 volgde Schoondochter gezocht, opnieuw met Van der Auwera. In maart 2008 was Otten te zien in het nieuwe studioprogramma Ook getest op dieren, in duopresentatie met Roos Van Acker.
In 2008 bedacht Otten het televisieformat Het Hotel. Dit programma werd in het voorjaar van 2009 uitgezonden. In de finale van The Block Hoegaarden vroeg hij publiekelijk aan Hanne Troonbeeckx of zij samen met hem ook dat programma wilde presenteren, waarop zij "ja" antwoordde. De jaren daarop presenteerde Otten opnieuw het programma The Block, gaf commentaar bij The Wall en verlengde zijn contract bij SBS. Andere programma's die volgden zijn Bananasplit, samen gepresenteerd met Peter Van Asbroeck, Mijn Man Kan Dat! samen met Véronique De Kock en het make-over programma De Huisdokter.
In juni 2012 verliet Otten VT4, omdat hij er geen toekomst meer voor zich zag nadat de zender in handen kwam van De Vijver.
Na meer dan twee jaar afwezigheid op het scherm keerde Otten in november 2014 terug als quizmaster in het humoristische programma Balls of Steel op 2BE.
Otten werd in 2014 hoofd programmaontwikkeling van Warner Bros België. Warner Bros België maakte sindsdien programma's als Terug naar eigen land (VIER), Het zijn net mensen (VIER), Het sterkste netwerk (Eén), Met Vier in Bed (VTM), Little Big Shots met Nathalie Meskens (VTM), Sorry voor alles (Eén) en Temptation Island (VIJF).
Otten schreef en presenteerde een tijd wekelijks een satirische radiocolumn voor het Radio 2-programma De Weekwatchers. Daarin gaf hij zijn humoristische en eigenzinnige kijk op de actualiteit.
In 2017 richtte Otten samen met sterrenchef Viki Geunes en hun beider partners "U Eat & Sleep", een hotel-restaurant, op nabij het MAS in Antwerpen.
In het najaar van 2024 neemt hij deel aan De Verraders op VTM.

### Privéleven
Otten was van 2001 tot 2004 getrouwd met Kristl Strubbe. Ze hebben twee kinderen. In 2012 trouwde hij met Colette van Remortel, met wie hij in 2013 een zoontje kreeg.
Hans Otten woont in Mechelen.
Huidig (anno 2023):
Ulrike D'hauwer · Liam D'hert · Dorothee Dauwe · Tom De Cock · Jana De Wilde · Vincent Fierens · Yoren Linsen · Maxine Janssens · Nils Melckenbeeck · Loore Nelen · Regi Penxten · Jolien Roets · Emma Salden · Jan Thans · Maarten Vancoillie · Matthias Vandenbulcke · Paulien Van der Jeugt · Naomi Vanderpoorten · Vincent Vangeel · Liam Van Haverbeke · Dimitri Wouters
Voormalig (2001–2023):
Dorianne Aussems (2013–2014) · Rik Boey (2010–2013, 2015–2017) · Born (2015–2017) · Herbert Bruynseels (2001–2009) · Anke Buckinx (2007–2016) · Bab Buelens (2020) · Armin van Buuren (2021–2022) · Marcia Bwarody (2013–2017) · Joren Carels (2018–2020) · Séverine Champeaux (2013–2015) · Sam De Bruyn (2015–2020) · Erwin Deckers (2001–2008) · Jolien De Greef (2015) · Anneke De Keersmaeker (2002) · Felice Dekens (2011–2022) · Frederika Del Nero (2011–2012) · Nathalie Delporte (2001–2014) · Serge De Marre (2004–2015) · Eline De Munck (2012–2014) · Bart-Jan Depraetere (2001–2019) · Dries De Vis (2019–2020) · Inge De Vogelaere (2017–2020) · Sean Dhondt (2015–2023) · Elien D'hooge (2019–2021) · Yasmina El Messaoudi (2014–2015) · Evi Geysels (2010–2018) · Elizabeth Gesels (2016) · Violette Goemans (2015–2017) · Jenno Hallaert (2012–2015) · Wine Lauwers (2011–2019) · An Lemmens (2015–2019) · Kris Mannaerts (2006–2011) · Kristin Moers (2002–2003) · Marie Monballiu (2014–2021) · Sarah Mylle (2016–2020) · Johan Notebaert (2001–2002) · Wim Oosterlinck (2006–2020) · Sven Ornelis (2001–2016) · Hans Otten (2002–2003) · Xander Peeters (2011–2013) · Astrid Philips (2011–2014) · Elke Plancke (2012–2013) · Jarne Ponet (2023) · Alexandra Potvin (2001–2009) · Jarne Rediers (2021-2023) · Kürt Rogiers (2008–2015) · Thomas Rottier (2021-2023) · Carl Schmitz (2001–2014) · Elias Smekens (2013–2018) · Kenny Smet (2006–2011) · Toon Smet (2015–2018) · Sara Steegen (2011–2012) · Kenneth Stevens (2006–2016) · Loïc Thaler (2015-2016, 2018-2022) · Shalini Van den Langenbergh (2014–2018) · Julie Van den Steen (2021) · Joke van de Velde (2013–2015) · Elke Vanelderen (2005–2006) · Arne Vanhaecke (2015–2016) · Maureen Vanherberghen (2016–2023) · Elke Van Mello (2008–2010) · Francesca Vanthielen (2001–2002) · Erika Van Tielen (2006–2008) · Heidi Van Tielen (2015–2018) · Bjorn Verhoeven (2001–2012) · Peter Verhoeven (2001–2018) · Steffi Vertriest (2013–2015) · Kristien Wollants (2018–2020)